# Nudo Conway

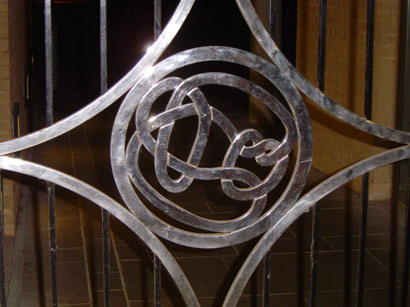
Nudo Conway como emblema en una puerta cerrada del departamento de matemáticas de la Universidad de Cambridge

En matemáticas, en la teoría de nudos, el nudo Conway (o nudo de Conway) es un nudo particular con 11 cruces, llamado así por John Horton Conway. Está relacionado por mutación con el nudo Kinoshita-Terasaka, con el que comparte el mismo polinomio de Jones. Ambos nudos también tienen la curiosa propiedad de tener el mismo polinomio de Alexander que el nudo trivial.

El problema del nudo de rebanada del nudo Conway fue resuelto en 2018 y publicado en 2020 por Lisa Piccirillo, 50 años después de que John Horton Conway propusiera por primera vez el nudo. Su prueba hizo uso de la S-invariante de Rasmussen, y demostró que el nudo no es un nudo cortado.